# Новобіличі (станція метро)
«Новобіличі» — проєктована станція Київського метрополітену. Майбутня кінцева, буде розташована за станцією Академмістечко на Святошинсько-Броварській лінії. Вихід зі станції буде до залізничної платформи Новобіличі, що неподалік однойменного масиву. Згідно з проєктом за станцією розташовуватиметься електродепо метрополітену. За планом, мала бути збудована ще у 2003 році.

## Тендери
27 червня 2017 року КП «Київський Метрополітен» оголосило тендер на будівництво лінії від станції «Святошин» до станції «Новобіличі» з депо метрополітену. За планом, будівництво мало бути завершене у 2022 році. 14 липня відбувся аукціон, де брало участь 2 учасники. Переміг учасник «Метротунельпроект». Однак після перегляду пропозицій від підписання договору відмовилися.
У липні був оголошений тендер з такими ж умовами. У вересні 2017 року на аукціоні вже з 4 учасниками переміг «Метротунельпроект». Однак закупівлю знову скасували.
Загалом у 2017 році було проведено 4 такі тендери. Ймовірніше, що станцію метро «Новобіличі» почнуть будувати після відкриття станцій «Мостицька» та «Варшавська», що заплановані не раніше 2027 року.